# DSA-343
La DSA-343 es una carretera perteneciente a la Red Secundaria de la Diputación Provincial de Salamanca que une las carreteras  N-620  y  DSA-451  con la localidad de Castraz.

## Origen y Destino
La carretera  DSA-343  tiene su origen en Martín de Yeltes en la intersección con las carreteras  N-620  y  DSA-451 , y termina en el casco urbano de Castraz, formando parte de la Red de carreteras de Salamanca.